# Petrolier

Esquema de distribució d'espais d'un petrolier modern.

Un petrolier o petroler és un vaixell de càrrega dissenyat per al transport de petroli o productes derivats. Actualment, gairebé tots els petroliers en construcció són de doble buc, en detriment dels antics dissenys d'un sol buc (monobuc). Això es deu al fet que els de doble buc són menys sensibles a sofrir danys i provocar abocaments en accidents de col·lisió amb altres embarcacions o embarrancament.
A partir d'aquest tipus de vaixells va sorgir el superpetrolier, amb més capacitat de càrrega, destinat al transport de cru des de l'Orient Mitjà al voltant de la Banya d'Àfrica. El superpetrolier Knock Nevis és l'embarcació més gran del món.
A part del transport per oleoducte, els petroliers són l'únic mitjà per transportar grans quantitats de cru, per bé que alguns han provocat considerables desastres ecològics en enfonsar-se a prop de la costa i vessar la seva càrrega al mar. Els desastres més famosos han estat els causats pels petroliers Torrey Canyon, Exxon Valdez, Amoco Cadiz, Erika i Prestige.

## Nomenclatura
Segons la capacitat de càrrega, els petroliers es classifiquen en:
- VLCC (de l'anglès Very Large Crude Carrier), amb una capacitat de més de 200.000 tones.
- ULCC (de l'anglès Ultra Large Crude Carrier), amb una capacitat de més de 300.000 tones.
- Suezmax, que indica navilis que poden transitar pel canal de Suez, amb una capacitat d'entre 125.000 i 200.000 tones.
- Aframax, derivada de l'American Freight Rate Association, amb una capacitat d'entre 80.000 i 125.000 tones.
- Panamax, que indica navilis que poden transitar pel canal de Panamà, amb una capacitat d'entre 50.000 i 79.000 tones.

## Contaminació

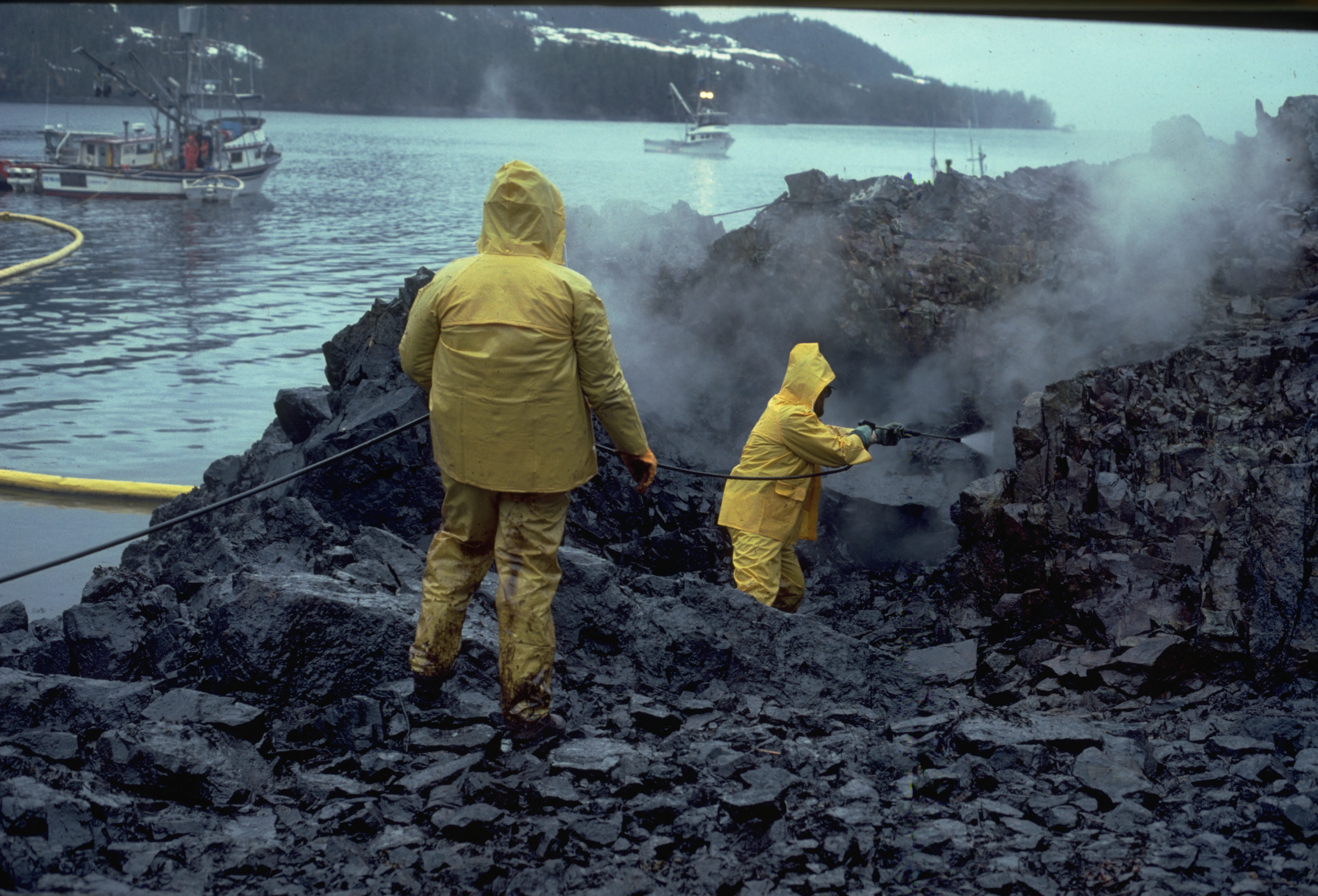
L'Exxon Valdez va vessar 37.000 tones de cru a les costes d'Alaska.

Els vessaments de petroli tenen efectes devastadors per als ecosistemes costaners. El petroli cru conté hidrocarburs aromàtics policíclics (HAPs), molt difícils d'eliminar i que es poden mantenir durant anys als sediments marins. Les espècies marines exposades intensament a aquests compostos poden tenir problemes de desenvolupament i els seus sistemes immunitaris i cicles reproductius en poden quedar afectats.